# نعره طوفان
نعره طوفان فیلمی به کارگردانی ساموئل خاچیکیان و نویسندگی منوچهر کی‌مرام محصول سال ۱۳۴۸ است.

## خلاصه داستان
ماهیگیر جوانی با همسرش زندگی آرامی دارد تا اینکه یک گروه فیلمبردار به آبادیش می‌روند...

## تولید و نمایش
این فیلم از محصولات استودیو پیام است که ساموئل خاچیکیان آن را کارگردانی کرد. 

## بازیگران
- فردین
- نیلوفر
- آنتونلا دوپائولیس
- فرخ‌لقا هوشمند
- رضا عبدی